# Isuzu Gemini
La Isuzu Gemini è un'auto utilitaria (nelle ultime generazioni cresciuta fino alla categoria di medio-piccola) della casa automobilistica giapponese Isuzu prodotta dal 1974 al 1993; da tale data sino al 2000 si è trattato di un semplice rebadging della Honda Domani.
L'auto faceva parte di un progetto General Motors di world car con la stessa tecnologia di base, adattata ai vari mercati e costruita in varie parti del mondo dove veniva commercializzata con nomi diversi. Si aveva così la Opel Kadett in Europa, la Vauxhall Chevette in Gran Bretagna, la Holden Gemini in Australia, la Chevrolet Chevette negli Stati Uniti d'America e la Isuzu Gemini in Giappone.

## Prima serie (1974-1987)
La prima serie, inizialmente chiamata Bellett Gemini, nacque alla fine del 1974 ed era derivata dalla Opel Kadett C del gruppo GM, con cui Isuzu aveva stretto alleanza nel 1972. Era disponibile con carrozzeria berlina a 4 porte e coupé a 2 porte. La trazione era posteriore ed erano disponibili motori alimentati a benzina (1584 cm³) o a gasolio (1817 cm³).
Nel giugno 1977 un primo aggiornamento aggiunse la disponibilità di un motore da 1817 cm³ e 110 cv di potenza, ridotti a 105 con la trasmissione automatica.

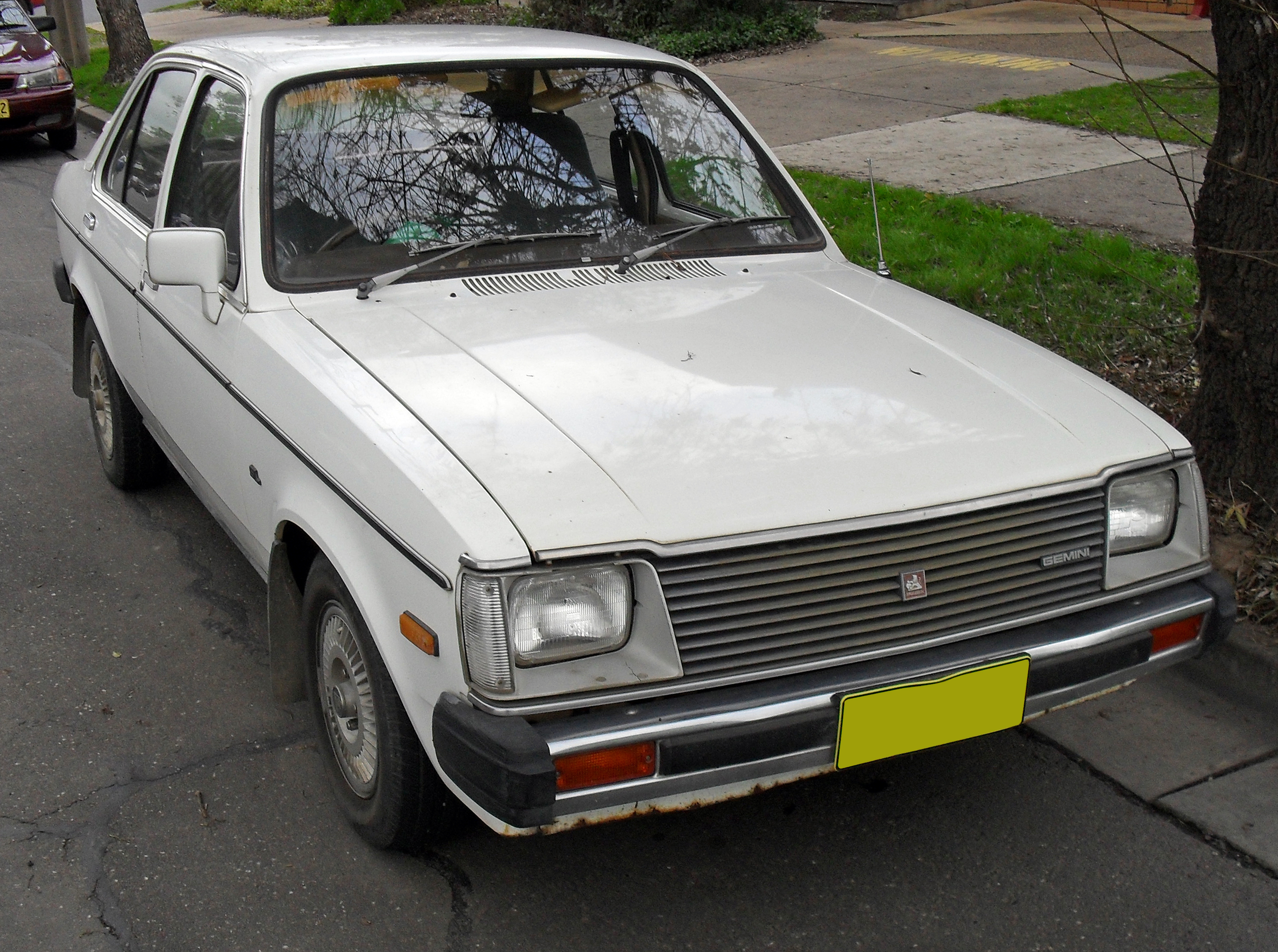
1979 Holden Gemini (Australia)

Dopo alcuni aggiornamenti alle motorizzazioni dovuti alle nuove norme antinquinamento, nel giugno del 1979 un aggiornamento portò un nuovo muso inclinato con i fari rettangolari e il ridisegno della parte posteriore; le modifiche derivavano dalla necessità di riprogettare il vano motore e il raffreddamento per accogliere due nuovi motori aggiunti a novembre (1817 cm³ bialbero a benzina e diesel).
Negli anni successivi furono presentate versioni sportive, anche ad iniezione elettronica, e una versione turbodiesel da 73 cv.
Nel 1981 derivò dalla Gemini la coupé Isuzu Piazza.
Anche dopo il lancio della seconda serie, la prima serie continuò ad essere proposta in una gamma semplificata fino al febbraio del 1987, raggiungendo una produzione di 768.537 esemplari.

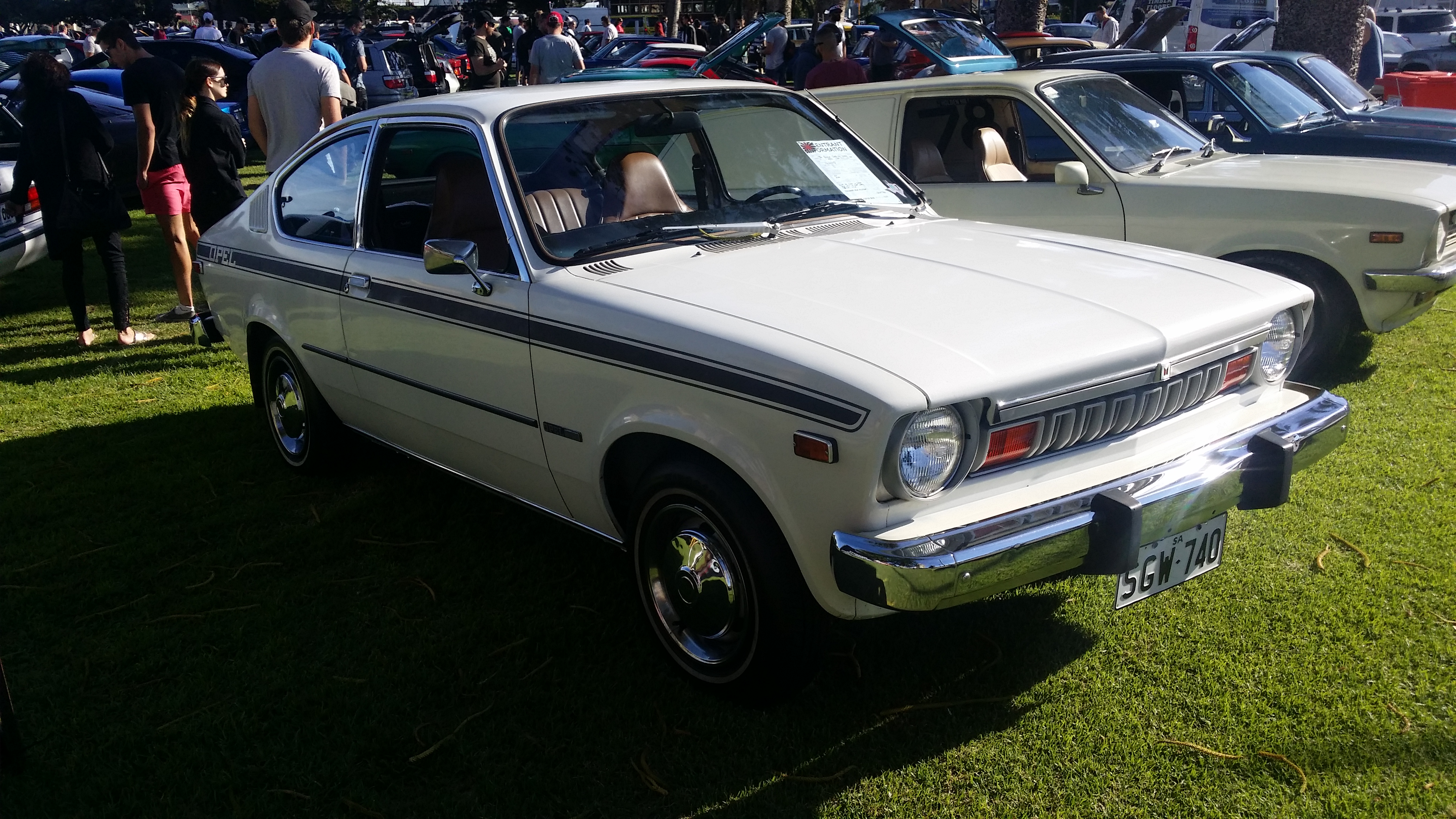
1976 Opel by Isuzu (versione USA)

Nel Nordamerica fu inizialmente venduta come Opel by Isuzu, quindi come Buick Opel. Proposta dal 1975 in sostituzione del modello prodotto in Germania, sfavorito dal cambio monetario, e aggiornata nel 1979, mutò nome nel 1980 in Isuzu I-Mark, offerta nelle due varianti di carrozzeria e con motore benzina e, per un breve periodo, diesel.
In Australia, oltre ai modelli berlina e coupé, Holden propose la Gemini con carrozzeria familiare a tre porte e furgone a tre porte, sostituendo il frontale della Gemini alle carrozzerie della Opel Kadett C Caravan e della Vauxhall Chevette, mentre per il furgone la struttura derivava dal Bedford Chevanne.
In Europa la Gemini fu commercializzata con motore di 1,6 litri e 68 CV.
In Corea del Sud fu commercializzata con il nome di Saehan Gemini, il cui produttore divenne Daewoo Motors nel 1982 venendo rinominata in Daewoo Maepsy dopo il 1982 e rimase in vendita (successivamente come Maepsy-Na dopo un lifting) fino a quando fu sostituita dalla Daewoo LeMans nel 1986.

## Seconda serie (1985-1990)
General Motors decise di costruire una nuova world car in un unico stabilimento dal quale esportarla poi nei diversi continenti. Poiché una parte considerevole della produzione era stata assegnata ad Isuzu in Giappone per motivi economici, lì si sarebbe costruita la nuova serie.
Nel 1984 Isuzu commissionò nuovamente a Giorgetto Giugiaro, già responsabile per la 117 Coupé e la Piazza, il progetto di una nuova vettura economica a trazione anteriore nelle versioni 3 porte e berlina 4 porte. Le modifiche imposte da GM al progetto senza consultare Giugiaro, posero fine alla storica collaborazione tra il designer italiano e Isuzu.

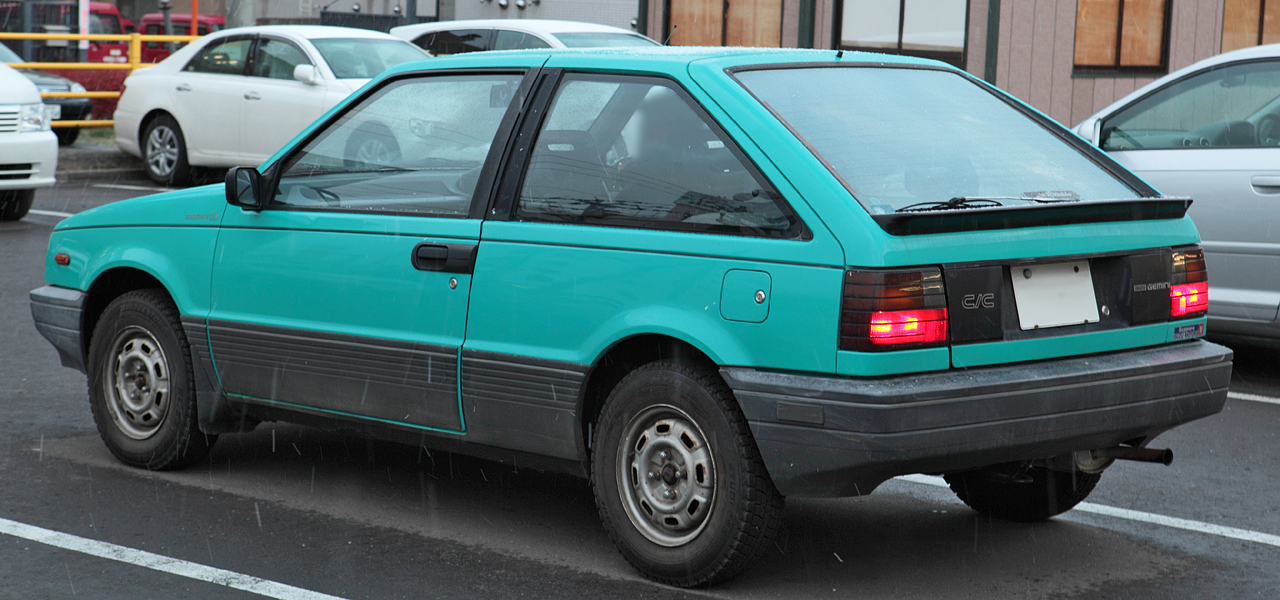
La versione coupé

Dopo il debutto negli Stati Uniti come Chevrolet Spectrum, nel maggio del 1985 cominciarono le vendite della Isuzu Gemini FF (da front-engine, front-wheel-drive, motore anteriore e trazione anteriore), con nuovi motori da 1,5 litri a benzina, diesel e dal 1986 turbo; il cambio poteva essere manuale a 5 marce, automatico a 3 o semiautomatico sempre a 5 rapporti.
L'aggiornamento del 1987 fece abbandonare il suffisso FF in quanto era nel frattempo cessata la produzione della prima serie a trazione posteriore.
Nel marzo 1987, dopo la presentazione al salone dell'automobile di Ginevra, la Gemini debuttò in Europa ma, anche a causa della linea datata, lo scarso successo portò Isuzu a ritirarsi completamente dal mercato europeo delle autovetture.
Un motore da 1,6 litri con 135 CV è stato introdotto nel febbraio 1988, mentre in alcuni mercati esteri era disponibile un più piccolo 1,3 litri.
Nel Nordamerica, oltre che come Chevrolet Spectrum (e poi come Geo Spectrum), e come Isuzu I-Mark, la Gemini fu venduta come Pontiac Sunburst in Canada dal 1985 al 1988, ma con numeri modesti a causa dei limiti imposti alle importazioni, e infine come Passport Optima.

## Terza serie (1990-1993)
Nel 1990 la versione coupé prese il nome di Isuzu Gemini Coupe e generò una famiglia comprendente anche Isuzu Impulse, Geo Storm e Asüna Sunfire, che furono prodotte fino al 1993, nonché una versione 4 porte venduta come Isuzu Stylus negli Stati Uniti e in Canada.
Nel 1990 debuttò anche la nuova e più grande versione 4 porte, equipaggiata di motori da 1,5 (benzina), 1,6 (anche turbo e 4x4), 1,7 (turbodiesel) e 1,8 l.
Alcuni allestimenti speciali curati da Lotus e Irmscher e disponibili sulla seconda generazione di Isuzu Piazza sono stati proposte anche sulle Gemini vendute in Giappone, tra cui la configurazione a quattro ruote sterzanti.
Nel marzo 1991 si aggiunse una versione a 3 porte, ma la decisione di Isuzu di ritirarsi dal mercato automobilistico portò alla prematura cessazione della produzione nel 1993.

## Riutilizzo del nome
Dal 1993 al 2000 la Gemini non fu altro che una Honda Domani (venduta in Europa come Honda Civic e Rover 400), disponibile in un limitato numero di varianti con carrozzeria a 3, 5 e 4 porte.